# Tullio Gonnelli
Tullio Gonnelli, född 21 november 1912 i Pieve di Cento i Bologna, död 12 januari 2005 i Hampden i USA, var en italiensk friidrottare.
Gonnelli blev olympisk silvermedaljör på 4 x 100 meter vid sommarspelen 1936 i Berlin.